# Tourakolomba
Tourakolomba is een gemeente (commune) in de regio Ségou in Mali. De gemeente telt 7900 inwoners (2009).